# Jeanne Brabants
Jeanne Brabants (Amberes, Bélgica, 25 de enero de 1920 - 2 de enero de 2014) fue una bailarina, coreógrafa y maestra belga.
Nacida en Amberes, Brabante, diseñó unas 200 coreografías, trabajó con personas reconocidas a nivel internacional y logró numerosos premios internacionales.
Falleció el 2 de enero de 2014 a los 93 años, en su ciudad natal de Amberes.